# Pittsburgh Dispatch

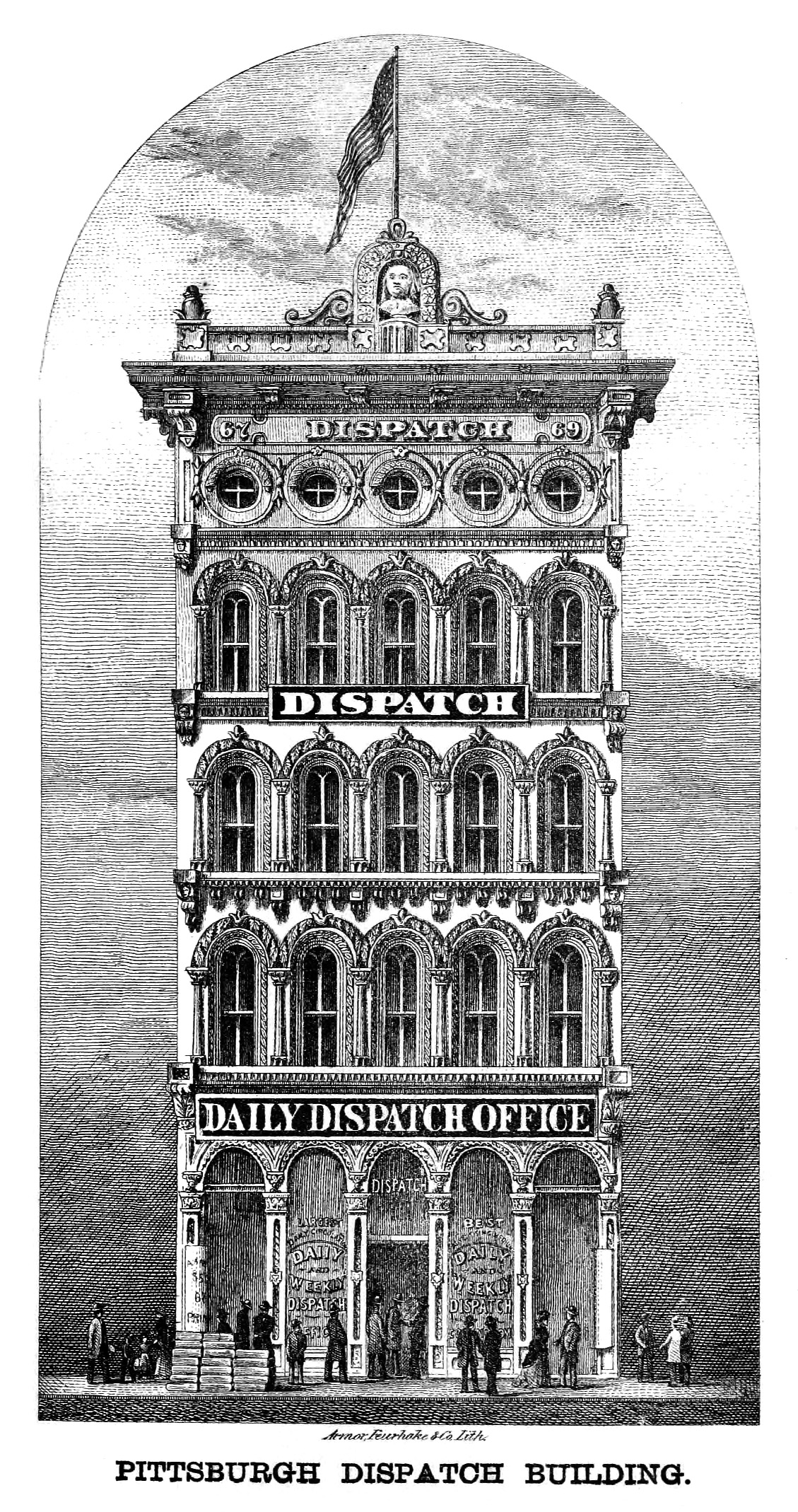

O Pittsburgh Dispatch foi um dos principais jornais de Pittsburgh, Pensilvânia, Estados Unidos. Operou entre 1846 e 1923. Depois de ter sido ampliado pelo editor Daniel O'Neill era declaradamente um dos mais prósperos e maiores jornais nos Estados Unidos.